# فی تاو

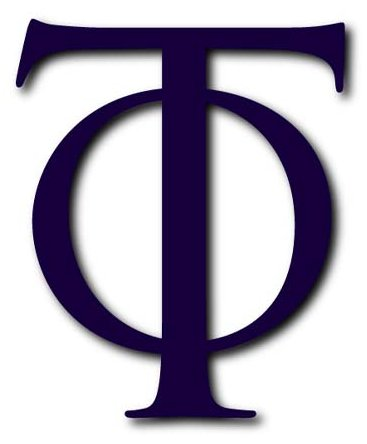

فی تاو (ΦΤ) یک انجمن آموزشی مختلط در کالج دارتموث در هانوفر، نیوهمپشایر، ایالات متحده آمریکا است. این سازمان در سال ۱۹۰۵ تأسیس شد و در سال ۱۹۵۶ به دلیل اختلاف در مورد سیاست‌های عضویت جدایی طلبانه در سازمان ملی از انجمن برادری ملی جدا شد. این انجمن نام خود را به فی تاو تغییر داد و در سال ۱۹۷۲ اولین انجمن برادری در دارتموث بود که اعضای دانشجوی زن را پذیرفت.